# 2008年北京オリンピックのコロンビア選手団
2008年北京オリンピックのコロンビア選手団（2008ねんペキンオリンピックのコロンビアせんしゅだん）は、2008年8月8日から8月24日にかけて中国の北京を主として開催された2008年北京オリンピックのコロンビア選手団、およびその競技結果。

## 概要
今大会は銀メダル2個、銅メダル1個の合計3個のメダルを獲得した。

## メダル
| メダル | 選手名               | 競技                 | 種目                     |
| ------ | -------------------- | -------------------- | ------------------------ |
| 銀     | ディエゴ・サラサール | ウエイトリフティング | 男子62kg級               |
| 銀     | レイディ・ソリス     | ウエイトリフティング | 女子69kg級               |
| 銅     | ハケリン・レンテリア | レスリング           | 女子フリースタイル55kg級 |